# 왕영 (낙랑공)
낙랑공 왕영(樂浪公 王瑛, 1043년 ~ 1112년)은 고려 전기의 왕족으로 현종의 손자이자 정간왕의 차남이다. 백부 문종의 딸 보령궁주와 결혼하고 낙랑백에 봉작되었으며, 후에 공으로 진봉되었다. 시호는 경안(敬安)이다.

## 생애
현종의 넷째 아들 정간왕의 차남이며 어머니는 미상이다. 문종은 친 백부였고, 덕종과 정종은 이복 백부들이 된다.
1069년(문종 23) 왕위 유력 계승자였던 아버지 평양공 왕기가 자신의 형 문종보다 먼저 죽자, 문종에 의해 정간왕에 추봉되었지만, 그가 죽기 전 1061년(문종 15) 교위(校尉) 거신(巨身) 등이 문종을 폐하고 평양공 왕기를 추대하려는 쿠데타를 준비했던 일이, 1072년(문종 26) 병사(兵士) 장선(張善) 등의 고변으로 폭로되었다. 바로 문종은 거신(巨身)을 죽이고 그 족속(族屬)을 전부 사형시켰다.
한편 이미 죽은 평양공 왕기에게는 추증된 작위 및 생전 지위가 모두 박탈당했고, 왕진은 남해로 유배되었다. 단, 이때 왕영은 나이가 어렸으므로 형벌을 면하였다.
왕영은 백부 문종의 딸 보령궁주 왕씨(寶寧宮主 王氏)에게 장가들어 낙랑백(樂浪伯)에 봉작되고 수사도(守司徒)에 임명되었다. 헌종 즉위 후 개부의동삼사(開府儀同三司)에 승진되고, 진봉되어 낙랑후가 되었다. 고려 숙종 때는 수충공신(輸忠功臣)에 책록되고 공으로 진봉된 뒤, 수태위(守太尉) 식읍 2,000호(食邑二千戶) 식실봉 300호(食實封三百戶)를 하사받았다. 1112년에 사망하니 나이는 70세였고, 경안공(敬安公)의 시호가 내려졌다.

## 가족 관계
그의 아들 승화백 왕정은 숙종의 딸 흥수공주에게 장가갔다. 승화백 왕정은 문종의 손녀인 흥수공주와는 6촌 남매간이 된다.
- 조부 : 고려 제8대 현종(顯宗, 992~1031 재위: 1009~1031)
- 조모 겸 진이모 : 원성왕태후 김씨(元成王太后 金氏, ? ~1028)
  - 이복 백부 : 덕종
  - 이복 백부 : 정종
- 친조모 : 원혜태후 김씨(元惠太后 金氏, ? ~1022)
  - 백부 : 문종
- 아버지 : 정간왕 왕기
- 어머니 : ?
  - 형 : 왕진
  - 형 : 왕거(王琚)
  - 누이 : 정의왕후 왕씨, 순종 비
  - 매부 겸 사촌형 : 순종
- 부인 : 보령궁주(保寧宮主, ? ~ 1113)
  - 아들 : 승화백 왕정(承化伯 王禎, ?~1130) - 이명: 제(禔)
  - 며느리 : 흥수공주 왕씨(興壽公主 王氏) - 숙종의 딸, 승화백 왕정과는 6촌간이다.
  - 아들 : 왕제

## 기타
아들 왕지는 예종 때 검교 호부상서(檢校戶部尙書) 주국(柱國)에 제수되었다가 얼마 후에 검교사도(檢校司徒), 수사공(守司空) 상주국(上柱國)을 역임했다.